# Baionetta (corvetta)
Con il nome di Baionetta fu battezzata una corvetta antisommergibile della Classe Gabbiano operante nella Regia Marina italiana nel corso della seconda guerra mondiale.

## Origini
Il problema della lotta contro i sommergibili era sentito in tutte le principali marine del mondo fino dai tempi della prima guerra mondiale e ciò a causa degli insuccessi patiti, soprattutto dall'Inghilterra, nel contrasto alla nuova arma subacquea che i tedeschi avevano messo in campo nel conflitto. Nei primi anni trenta la Regia Marina italiana aveva tentato una soluzione con il progetto, rivelatosi poco felice, dell'Albatros: un cacciasommergibili sperimentale dai molti difetti ma che fornì tutta una serie di esperienze che si dimostrarono, in seguito, di grande utilità.
Verso la metà del 1941 prese avvio un serio programma di progettazione e di costruzione di bastimenti il cui compito specifico fosse quello di fornire un'adeguata scorta antisommergibile ai convogli di rifornimenti per il Nord Africa; ciò allo scopo di sollevare i cacciatorpediniere di squadra dal logorante e dispendioso (in termini di consumo di nafta) servizio di scorta, compito cui queste navi si erano rivelate quanto mai inadatte. Nacquero così le corvette della Classe Gabbiano: un gruppo di sessanta unità, di cui solo ventinove entrate in servizio prima dell'armistizio. Combinando una buona tenuta al mare e una considerevole autonomia, almeno alla velocità poco elevata necessaria per la caccia ai sommergibili, le Gabbiano furono navi particolarmente riuscite, nonostante fossero state progettate e costruite in gran fretta sotto la spinta degli eventi bellici; né fece loro difetto la longevità tanto che la corvetta Ape fu radiata dopo quasi quarant'anni di servizio.

## Costruzione
Impostato nei Cantieri Navali Breda di Porto Marghera presso Venezia il 24 febbraio 1942, il Baionetta (il precedente nome di Partigiana venne in data 28 giugno 1943 scartato) aveva un dislocamento di circa 670 tonnellate, era lungo 64,4 metri e largo 8,7, con un pescaggio volutamente scarso di poco meno di 2,8 metri. Caratteristica più evidente era, come in tutte le Gabbiano, l'alto castello di prua che si estendeva per circa 34 metri sino a centro nave e che proseguiva per altri 12 metri verso poppa in una stretta tuga. La compatta sovrastruttura principale, l'albero maestro e l'unico fumaiolo erano concentrati pressoché a centro nave; a poppavia di questi, sulla tuga, trovavano spazio le piattaforme dei complessi binati antiaerei da 20 mm. Tutto lo scafo era realizzato in acciaio ad alta resistenza, mentre le sovrastrutture erano in lega leggera di alluminio allo scopo di migliorare la stabilità della nave.

## Propulsione
L'apparato propulsore era costituito da due motori diesel FIAT della potenza complessiva di 3500 HP, agenti su due eliche tripala, nonché da due motori elettrici da 75 HP ciascuno da utilizzare per la caccia silenziosa ai sommergibili.

## Armamento
Quanto all'armamento, esso comprendeva un cannone da 100/47 mm a prua, sette mitragliere da 20/65 mm in impianti singoli e binati, due tubi lanciasiluri da 450 mm, otto lanciabombe antisommergibili e due tramogge scaricabombe Gatteschi. La nave era inoltre dotata di ecoscandaglio ad ultrasuoni tipo SCAM e di ecogoniometro per la ricerca antisom.

## Storia

### Periodo bellico
La mattina del 5 ottobre 1942 lo scafo del Baionetta scendeva in mare e, dopo i lavori di allestimento che si protrassero fino all'estate dell'anno successivo, la nave entrava finalmente in servizio il 27 luglio agli ordini del TV Piero Pedemonti (nato a Firenze il 27 marzo 1912); le fu assegnato il distintivo ottico C34: esso è la sigla alfanumerica dipinta in rosso mattone ai lati della prua e più il piccolo su quelli della poppa. Prima missione: un ciclo addestrativo nelle acque dell'Istria.

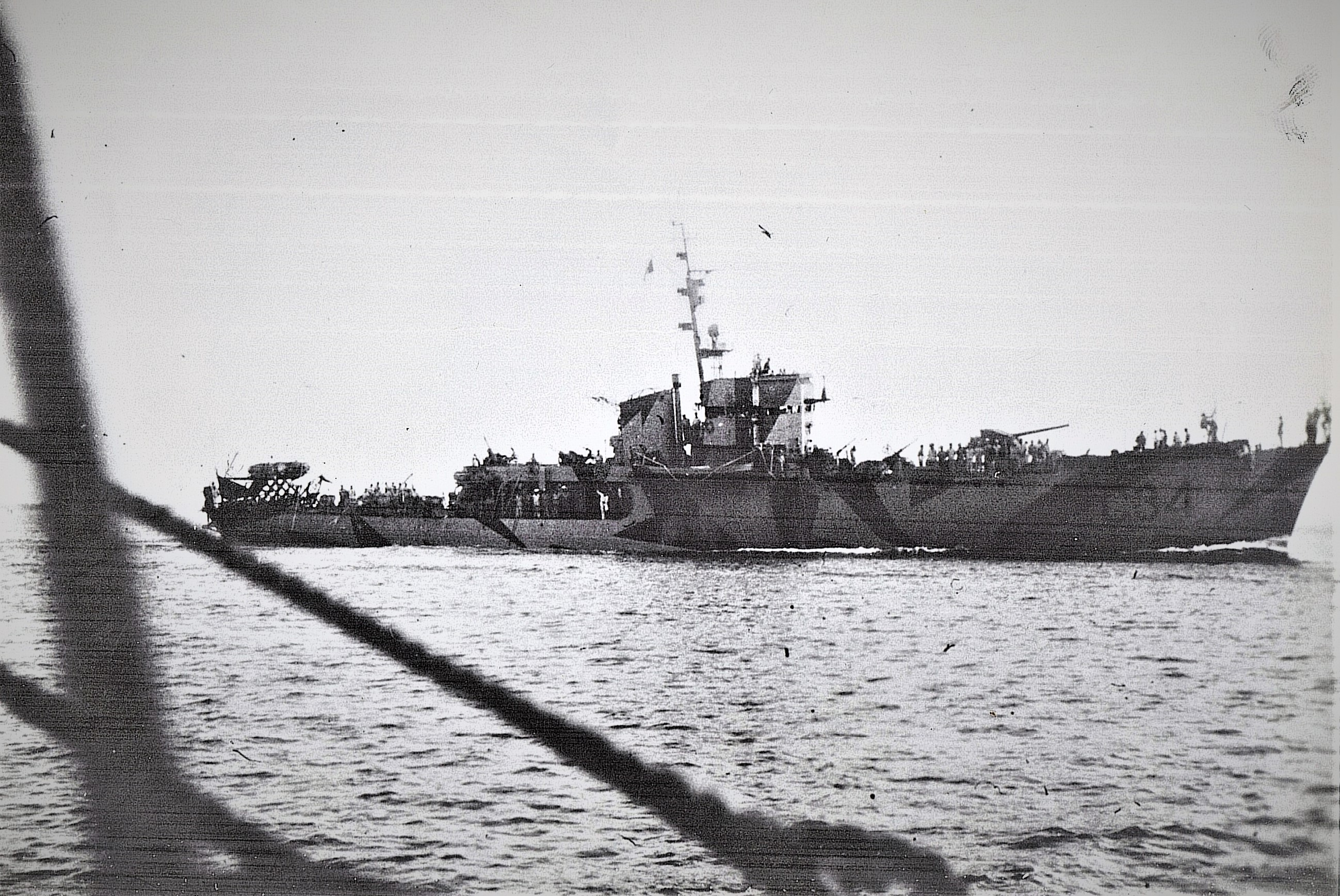
La corvetta Baionetta al suo arrivo a Brindisi

Il 9 settembre 1943 abbandonò le acque adriatiche e diresse a sud con destinazione Malta in ottemperanza all'applicazione dell'armistizio con gli Alleati anglo-americani entrato ufficialmente in vigore il giorno precedente, ma la sua navigazione fu deviata verso il porto di Pescara, dove imbarcò il Maresciallo Badoglio, Capo del Governo, alcuni ministri e capi di Stato Maggiore. Successivamente, a Ortona, salirono a bordo il Re Vittorio Emanuele III, la famiglia reale e il loro seguito. Costoro avevano lasciato precipitosamente Roma alle prime luci del 9 settembre: informazioni definite attendibili davano per certo che reparti tedeschi piuttosto consistenti stessero convergendo sulla Capitale per occuparla, cosa che realmente si verificò il giorno 10.
Nel piccolo porto di Ortona le operazioni di imbarco avvennero in un clima caotico, sotto una cappa di nervosismo e di paura: moltissimi premevano per essere imbarcati temendo di finire abbandonati alla mercé dei Tedeschi, divenuti più aggressivi dopo la proclamazione ufficiale dell'armistizio. Quando il numero dei viaggiatori eguagliò quello dei salvagente in dotazione alla corvetta, 57, l'ammiraglio Raffaele De Courten, ministro e Capo di Stato Maggiore della Marina, sospese d'autorità gli imbarchi tra le veementi proteste degli esclusi (sembra che qualcuno di essi cercasse di far valere le proprie ragioni mettendo mano alle armi). Nonostante tutto all'una di notte del 10 settembre il Baionetta ripartì alla volta di Brindisi, scortato dalla gemella Scimitarra e dall'incrociatore Scipione Africano, provenienti rispettivamente da Brindisi e da Taranto. Alle ore 16.00 di quello stesso giorno il piccolo convoglio entrava nel porto pugliese dopo una navigazione priva di imprevisti. Peraltro durante la traversata le navi furono avvistate e sorvolate da aerei tedeschi, ma non subirono attacchi da parte degli ex alleati.
Nei mesi successivi e fino al termine del conflitto il Baionetta compì svariate missioni di scorta a convogli italiani e alleati tra Adriatico, Ionio e Tirreno. Durante una di queste venne silurato da un U-Boot tedesco riportando danni non gravi.

### Periodo post bellico
Il primo  periodo post bellico vide la nave impegnata in operazioni di ricerca e localizzazione di scafi affondati, oltre ai routinari servizi di trasporto di materiali e personale. Nel 1948 fu in Medio Oriente nell'ambito di una crociera che toccò i porti di Beirut, Giaffa, Haifa, nonché l'Isola di Cipro. L'anno successivo essa fu adibita per un certo tempo a nave scuola per ecogoniometristi, alle dipendenze della III Divisione Navale. 

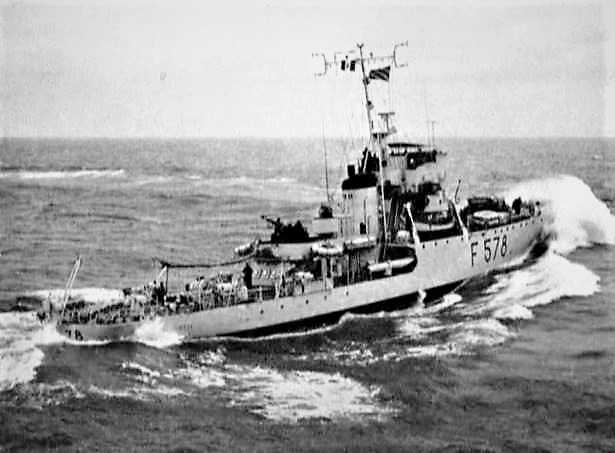
Il Baionetta nel dopoguerra

Tra il 1952 e il 1956 tutte le ventidue corvette superstiti della classe Gabbiano furono sottoposte a lavori di ammodernamento: per il Baionetta esse consistettero nell'installazione di un moderno sonar di fabbricazione statunitense, di un radar per scoperta ravvicinata tipo NSM8 e di un più attuale ecogoniometro pure di provenienza americana. In seguito fu messo mano anche all'armamento: le mitragliere da 20/65 mm furono sbarcate e sostituite con un unico impianto binato da 40/65 mm sulla tuga poppiera, mentre gli scaricabombe Gatteschi furono rimpiazzati da scaricabombe a un piano da sei bombe ciascuno. Più tardi anche il cannone prodiero da 100/47 fu eliminato e rimpiazzato da una mitragliera singola da 40/65 mm.
Così rimodernato, il Baionetta fu utilizzato per servizi di trasporto e cicli di addestramento sia in acque nazionali che internazionali, cui si alternarono ulteriori lavori di raddobbo. Nell'agosto 1962 entrò a far parte del Gruppo Navale Logistico e dal gennaio del 1966 della Squadriglia Corvette della Marina Militare. La sua attività venne progressivamente ridotta fino a quando, il 1º novembre 1972, fu radiato con Decreto Presidenziale e successivamente avviato alla demolizione.